# Каплна
Каплна (слч. Kaplna) насељено је мјесто са административним статусом сеоске општине (слч. obec) у округу Сењец, у Братиславском крају, Словачка Република.

## Становништво
| Година:    | 1994. | 2004.   | 2014.   | 2024.    |
| ---------- | ----- | ------- | ------- | -------- |
| Број људи: | 707   | 719     | 739     | 961      |
| Разлика:   |       | +1,69 % | +2,78 % | +30,04 % |

| Година:    | 2023. | 2024.   |
| ---------- | ----- | ------- |
| Број људи: | 950   | 961     |
| Разлика:   |       | +1,15 % |

Према подацима о броју становника из 2011. године насеље је имало 698 становника.